# Eddie Tagoe
Eddie Tagoe es un actor ghanés que realizó la mayor parte de su carrera en el Reino Unido. Tagoe es reconocido principalmente por su participación en películas como Top Secret!, Pink Floyd The Wall y Raiders of the Lost Ark. En 1995 se retiró de la actuación para seguir una carrera en la reflexología.

## Filmografía

### Cine
| Año  | Título                                    | Personaje           | Observaciones         |
| ---- | ----------------------------------------- | ------------------- | --------------------- |
| 1977 | Black Joy                                 |                     | Debut cinematográfico |
| 1978 | Who Is Killing the Great Chefs of Europe? | Mumbala             |                       |
| 1979 | Arabian Adventure                         | Nubio               |                       |
| 1980 | The Dogs of War                           | Jinja               |                       |
| 1981 | Raiders of the Lost Ark                   | Pirata              |                       |
| 1982 | Pink Floyd The Wall                       | Minder              |                       |
| 1982 | Spaghetti House                           | Bill                |                       |
| 1984 | Top Secret!                               | Mousse de chocolate |                       |
| 1985 | Baby: Secret of the Lost Legend           | Sargento Gambwe     |                       |
| 1987 | Withnail and I                            | Presuming Ed        |                       |
| 1991 | Ama                                       | Hermano Josh        |                       |